# Jean Papire Masson
Pour les articles homonymes, voir Masson.
Jean Papire Masson, ou encore Papire Masson, né le 6 mai 1544 à Saint-Germain-Laval et mort le 5 janvier 1611 à Caen, est un écrivain, historien, géographe, biographe, critique et avocat français.

## Biographie
Jean Papire Masson est né dans une famille de négociants à Saint-Germain-Laval, petit bourg du Forez. Sa mère, restée veuve de bonne heure, ne négligea rien pour l’éducation de ses enfants. Papire quitta ainsi la maison familiale à l’âge de 9 ans et fut confié aux soins d’un oncle, chanoine de l'église Saint-Étienne de Lyon. Il étudia à Villefranche, rejoignit plus tard le collège jésuite de Billom et étudia le droit à Toulouse.
Ayant formé le dessein d’entrer dans la Compagnie de Jésus, il se rendit à Rome avec l’un de ses condisciples qui se sentait la même vocation, et ils y reçurent l’habit le même jour. Papire se fit bientôt connaître d’une manière avantageuse, et il fut chargé de prononcer l’oraison funèbre d’un cardinal en présence des membres du Sacré Collège.
À Rome, il enseigne la littérature pendant quelques années. Il enseigna ensuite à Naples pendant deux ans. De retour en France, il professa les humanités et la philosophie à Tournon, à Clermont puis à Paris. Il céda aux sollicitations qui lui furent faites de sortir de la Société pour occuper une chaire au Collège du Plessis, l’un des collèges les plus prestigieux – avec celui de la Sorbonne – de l’ancienne Université de Paris ; mais dans le discours d’ouverture de ses leçons, loin de se livrer, comme on s’y attendait, à la censure de ses confrères, il en fit l’éloge le plus complet.
Il renonça en 1570 à l’enseignement pour se consacrer à l’étude du droit, et suivit à Angers les cours de François Baudouin. À son retour à Paris en 1572, il a travaillé pour le Chancelier de Cheverny, et est devenu son bibliothécaire, et en 1576 devient avocat au Parlement.
Jean-Pierre Niceron a noté de Masson un bon humour, une sincérité, et une générosité, et c’étaient vraisemblablement ces caractéristiques, entretenues avec ses amis haut placés qui ont mené à sa désignation comme employé principal de la Chancellerie et comme substitut au Garde des Sceaux sans devoir acheter l’un et l’autre privilège.

## Œuvres
Masson a édité un grand nombre d’ouvrages, dont ceux de Cicéron (Paris, 1570), Saint Fulbert de Chartres (Paris, 1585) et Loup de Ferrières (Paris, 1588), pour lequel il emprunte ses sources à l'érudit Pierre Daniel ; il a écrit lui-même beaucoup de travaux parmi lesquels on peut citer D’honesta corporis animíque exercitatione Declamatio (Paris, 1569) ; un livre qui célèbre le mariage de Charles IX et Élisabeth d’Autriche (Paris, 1570) ; une Responsio à la Francogallia de François Hotman (Paris, 1575) ; Annalium libri quatuor, sur les souverains français (Paris, 1577) ; un travail sur le Code Justinien (Paris, 1588) ; et des biographies de Claude de Guise et François de Guise (Paris, 1577) ; Dante, Pétrarque, et Boccace (Paris, 1587) ; de Laurent de Médicis (Paris, 1586) ; Cujas (Paris, 1591) ; Pierre Pithou (Paris, 1597) ; et Lucius Titus (Lyon, 1597).
Dans son livre publié en 1587 consacré aux trois grands poètes italiens, Papire Masson invoquait Dante, historicus magis quam poeta, comme une autorité parmi d’autres, pour écrire l’histoire des papes et, en composant une Vita du poète qui servait de prologue aux biographies bien plus amples qu’il consacrait à Pétrarque et à Boccace, il citait en italien vingt-sept vers du Purgatoire, afin d’obtenir, disait-il, le même effet d’étrangeté que les citations grecques chez Cicéron
En 1618, son frère Jean-Baptiste Masson fit paraître chez Jacques Quesnel un ouvrage posthume de Papire, Descriptio Fluminvm Galliae, quae Francia est, un livre de géographie sur les fleuves de la France, fruit de plusieurs années de travail. Il y donne les descriptions et tous les renseignements qu’il avait pu trouver sur les principaux cours d’eau navigables de France : la Loire, la Seine, le Rhône et la Garonne, avec une description des régions et des villes traversées. Les manchettes, en français, rappellent les noms des lieux décrits dans le texte latin. L’ouvrage fut réimprimé en 1678 et 1685.

## Publications
- Ad Franc. Hotomani Franco-galliam Antonii Matharelli...responsio. Lutetiae: Ex off. Fédéric Morel, 1575. Controverse à la suite de la publication du traité Francogallia de François Hotman. Quelques autorités déclarent que Masson pourrait avoir écrit celui-ci sous le pseudonyme d’Antoine Matharel, autres disent que Matharel (1537–1586) était l’auteur seul, et encore autres disent que le travail était une collaboration entre Masson et Matharel. En tout cas, ce travail royaliste cherche à démolir le raisonnement énoncé dans Francogallia. Selon D.R. Kelley, "François Hotman", Princeton, N.J., 1973), p. 253: "Matharel lui-même avait probablement peu pour faire avec écrire la brochure. L’esprit en mouvement et esprit légal derrière l’attaque étaient en fait Papire Masson...". "Les pp. non chiffrées de la fin sont occupées par des vers adressés à l"auteur. On en trouve de Jean Dorat" (Dumoulin, "F. Morel", 242). (Adams, M.866. "Sources de l’histoire de France", XVIe siècle, no 2216).
- Annalivm libri qvatvor: Quibus res gestc Francorum explicantur. Ad Henricvm Tertivm Regem Francic & Polonic. Lutetiae: Apud Nicolaum Chesneau, 1578. Ses Annales résume l’histoire française de la première arrivée des Francs jusqu’au règne de François Ier. Sa méthodologie : éviter les éléments plus mythiques dans l’historiographie médiévale et compter sur des faits certifiés, est typique de l’approche scientifique d’historiens de la Renaissance.
- Descriptio Fluminvm Galliae, quae Francia est. Paris, Jacques Quesnel, 1618. Édition originale posthume publiée par le frère de l’auteur (Jean-Baptiste Masson) de cet ouvrage sur les fleuves de la France. Il donne les descriptions et tous les renseignements qu’il avait pu trouver sur les principaux cours d’eau navigables de France : la Loire, la Seine, le Rhône et la Garonne, avec une description des régions et des villes traversées. Les manchettes, en français, rappellent les noms des lieux décrits dans le texte latin. L’ouvrage fut réimprimé en 1678 et 1685 Texte intégral du livre de Papire Masson Descriptio fluminum Galliae, qua Francia est (1618) sur le site Gallica de la Bibliothèque nationale de France
- Elogiorum. Quae imperatorum, regnum, ducum, aliorumque insignium heroum, superioribus & nostro saeculo virtute bellica maxime illustrium, vitam complectitur. Paris, 1638. Paris, Sebastian Hure & Frédéric Léonard, 1656. Travail historique avec une collection de biographies classique d’un auteur de la Renaissance.